# Agila Haustierversicherung
Die Agila Haustierversicherung AG (Eigenschreibweise AGILA) ist ein Spezialversicherer für Hunde und Katzen mit Sitz in Hannover. Sie gehört seit 2022 zur Pinnacle Pet Group mit Sitz im Vereinigten Königreich.

## Geschichte
Agila wurde im Mai 1994 als Teil der Wertgarantie Technische Versicherung AG (heute: Wertgarantie SE) gegründet. Die damalige Unternehmensleitung des Spezialversicherers für Fernseh- und Videogeräte war auf der Suche nach weiteren Nischenangeboten, weil man mit der Dauergarantie für teure Elektrogeräte  Erfolge erzielt hatte. Mit Agila kam schließlich eine der ersten Krankenversicherungen für Hunde und Katzen in Deutschland auf den Markt. Zur Jahrtausendwende erteilte die BaFin die Genehmigung für eine Erweiterung des Geschäftsbetriebes; seitdem bietet Agila auch eine Haftpflichtversicherung für Hundehaltende an.
Zunächst setzte man beim Vertriebsweg – in Anlehnung an die Vermittlung der Elektronikversicherung durch den Fachhandel – auf die  Tierärztinnen und Tierärzte. Nachdem sich dieses Konzept als unpassend erwiesen hatte, wurden Tierfachgeschäfte, Maklerinnen und Makler und vor allem das Internet  als Vermittlungswege implementiert. 2002 übernahm Patrick Döring, der bereits seit 1999 für Wertgarantie tätig war, den Agila Vorstandsvorsitz und war damit maßgeblich am Erfolgskurs des Unternehmens beteiligt.
Seit 2011 hat Agila das Angebot für Tierhaltende erweitert. Eingeführt wurden unter anderem eine virtuelle Hundetrainer-Sprechstunde, eine tierärztliche Videosprechstunde, ein Online-Magazin, der Tiergesundheitsbereich und ein Podcast. Die Agila Kunden-App und zahlreiche Informationsangebote auf der Website wie ein Giftlexikon und ein Ratgeber für die Namenswahl bieten einen zusätzlichen Mehrwert.
Im Juli 2022 fiel bei Wertgarantie die Entscheidung, die Agila-Unternehmensanteile an die Investmentgesellschaft JAB zu veräußern. Seitdem ist die Haustierversicherung Teil der Pinnacle Pet Group, die ihren Sitz in Großbritannien hat.
Den Agila Vorstandsvorsitz hat seit 2023 Marco Brandt inne, der vorher im Unternehmen als Chief Marketing Officer (CMO) tätig war.

## Produkte
Das Produktportfolio der Agila Haustierversicherung umfasst neben der Kranken- und OP-Versicherung für Hunde und Katzen auch eine Hundehalterhaftpflichtversicherung.
Bei der Tierkrankenversicherung handelt es sich um eine Vollversicherung, die für alle im Leistungsumfang enthaltenen tierärztlichen Leistungen aufkommt. Die OP-Versicherung beschränkt sich auf Operationen sowie die postoperative Versorgung. Die Hundehalterhaftpflichtversicherung kommt für Sach- und Personenschäden auf, die das versicherte Tier bei Dritten verursacht.
Zu allen Produkten bietet Agila mehrere verschiedene Tarife mit unterschiedlichen Leistungsumfängen an.

## Aktuelle Auszeichnungen
- Seit 2011 erhält Agila regelmäßig die Auszeichnung: „Geprüfte Kundenzufriedenheit TÜV Nord“.[5]
- Ein Herz für Tiere empfiehlt die Agila Hundekrankenversicherung (09/2024).
- Außerdem wurde Agila vom „Deutschland Monitor – Versicherer“ und dem Tagesspiegel als beliebtester Tierversicherer in Deutschland ausgezeichnet (08/2024).[6]
- Das Magazin Focus Money zeichnete Agila mehrmals mit der Bestnote „Sehr gut“ für die Fairness aus.[7]